# Australiens damlandslag i handboll
Australiens damlandslag i handboll (engelska: Australia women's national handball team) representerar Australien i handboll på damsidan. Laget deltog i den olympiska turneringen år 2000 i Sydney, samt vid världsmästerskapet 2009 i Kina.

### Fotnoter
1. ↑  ”The Official Website of the XIX Women's Handball World Championship, Jiangsu 2009. Team Info”. Arkiverad från originalet den 7 oktober 2009. https://web.archive.org/web/20091007050632/http://en.jiangsu2009.cn/indexs.php?uid=581470&xHmpt=index-6502. Läst 5 december 2009.